# 児玉元村
児玉 元村（こだま もとむら）は、戦国時代から安土桃山時代にかけての武将。毛利氏の家臣。安芸国児玉氏の一族で、経行系児玉氏の嫡流。通称は四郎兵衛。父は児玉就光で、弟に児玉元房と児玉元理がいる。子は児玉元光。

## 生涯
毛利氏家臣の児玉就光の嫡男として生まれ、毛利元就、隆元、輝元の三代に仕えた。
永禄6年（1563年）に隆元が急死すると、隆元の死を毒殺と考えた元就は、永禄11年（1568年）の伊予国遠征の帰路で和智誠春・柚谷元家（湯谷久豊）兄弟を隆元暗殺の犯人として厳島の摂受坊に監禁した。伊予遠征時、元村は佐武美久と共に厳島の守将を務めていたが、直後の大友氏との戦いでは御使として豊前国へ赴いている。ところが同年12月16日、監禁されていた和智兄弟が摂受坊を脱走して厳島神社の本殿に立て籠もる事件が発生し、厳島神社の儀式祭礼が行えなくなってしまった。これを憂慮した元就は近臣の熊谷就政を厳島へ派遣。元村も応援のために豊前国から帰国した。そして永禄12年（1569年）1月24日、熊谷就政が厳島神社の回廊に潜入し、和智誠春の隙を突いて組み伏せ、元村と協力して討ち果たした。兄が討たれたと知った柚谷元家も観念して出頭したため、社頭において誅殺した。
同じく永禄12年（1569年）10月11日、豊後国の大友宗麟の支援を受けた大内輝弘が大内輝弘の乱を起こすも、10月25日に周防国佐波郡富海で自害。この時、右田ヶ岳城に在城していた元村は、城の付近を逃亡する大内輝弘軍の残党を追撃し、戦功をたてた。
天正12年（1584年）3月21日に死去し、嫡男の元光が後を継いだ。